# 蔣琬墓

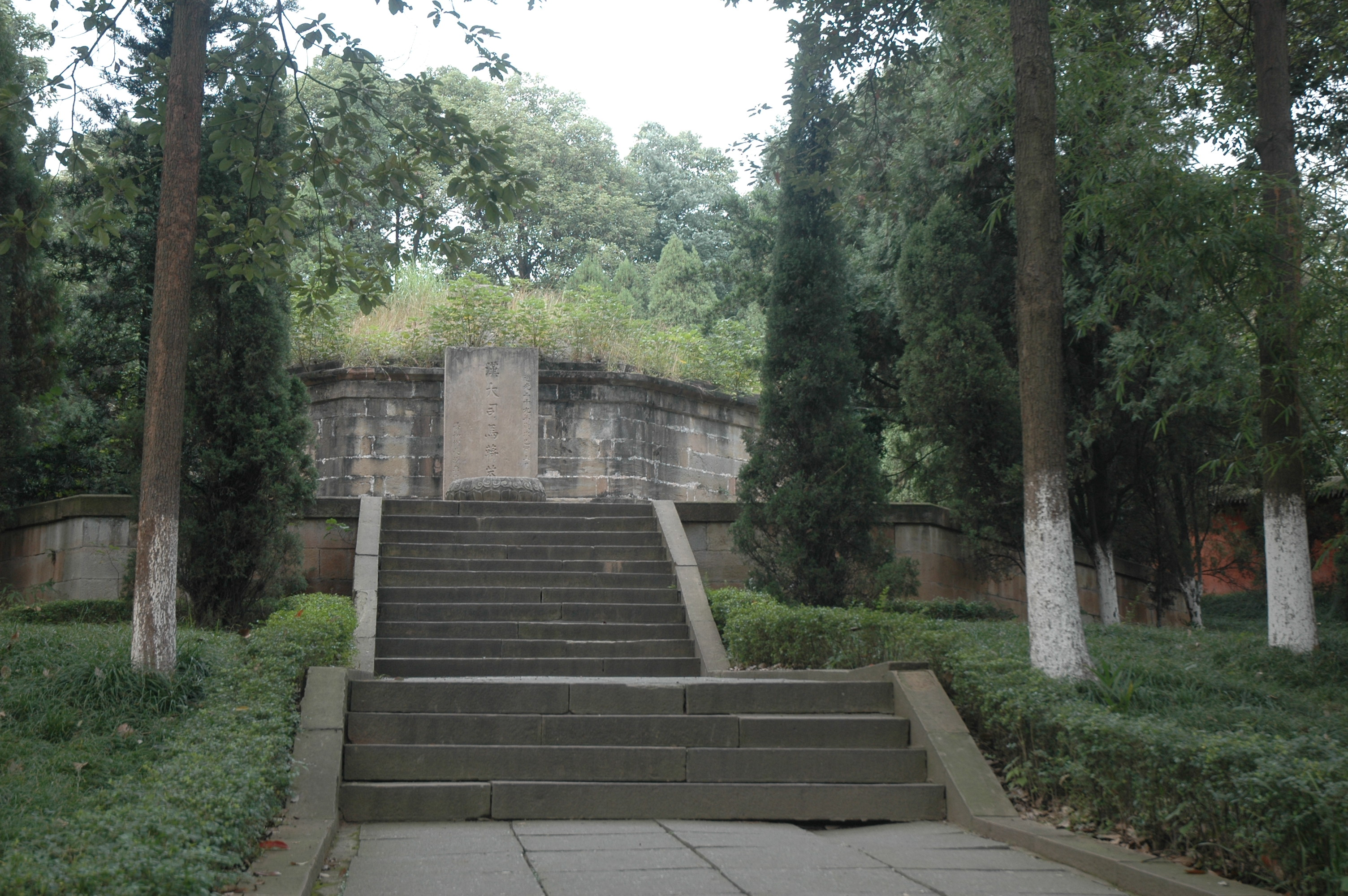
蒋琬墓塚

蔣琬墓位於四川省綿陽市涪城區，文物遺址年代判定為三國。2012年7月16日公佈為第八批四川省文物保護單位。

## 簡介[2]
蔣琬墓位於四川省綿陽市涪城區西山南路4號西山公園內。墓葬始建年代是三國蜀，歷代多有培修。現墓為清道光二十九年（1849年）由綿州知州李向昺、州紳熊麗堂等伐石封土培修。蔣碗墓由墓塚、墓碑、供台、神道、神道兩側的石人、石馬、石龍以及綿州知州李向昺書蔣琬傳碑等組成，在祠側建有仿古建築蔣恭候祠。占地面積7000余平方公尺。塚呈八面柱體形，由墓座、墓身、墓簷、塚頂四部分組成，均用長方形青條石砌成。塚每邊邊長4.1公尺，通高4.65公尺。蔣琬墓莊嚴古樸，氣勢宏偉，是四川地區為數不多的一處重要的三國遺跡。1986年，綿陽市人民政府公佈為市級文物保護單位。